# Delia unguitigris
Delia unguitigris este o specie de muște din genul Delia, familia Anthomyiidae, descrisă de Xue în anul 1997. Conform Catalogue of Life specia Delia unguitigris nu are subspecii cunoscute.